# Barbara Erickson London
Barbara Erickson London (1 de julio de 1920 — 7 de julio de 2013) fue una Piloto del Servicio de Mujeres de las Fuerzas Aéreas (WASP) y miembro del escuadrón del Transbordador Auxiliar de Mujeres (WAFS) estadounidense. Obtuvo la Medalla del Aire, y fue la única mujer a la que se le otorgó una durante la Segunda Guerra Mundial.

## Primeros años
London nació el 1 de julio de 1920 en Seattle.  En la Universidad de Washington se matriculó en el programa de Formación de Pilotos civiles, mientras trabajaba en Boeing con B-17s. Pronto se convirtió en una instructora de vuelo, pilotando aviones de mar y aviones de tierra.

## Segunda Guerra Mundial
Al inicio de la Segunda Guerra Mundial, London se unió al escuadrón del Transbordador Auxiliar de Mujeres, un programa que entregaba aeronaves militares por todo el país.  En 1943, se convirtió en la oficial al mando del 6º Grupo de Transbordadores de  Daugherty Field en Long Beach, y el programa fue rebautizado como Pilotos del Servicio de Mujeres de las Fuerzas Aéreas (WASP). Durante un período de diez días en 1943, London voló un total de 8,000 millas.  Por estos logros, se le otorgó la Medalla del Aire.

## Tras la guerra
Barbara London inició una escuela de vuelo y un servicio charter, y más tarde trabajó en el Aeropuerto de Long Beach. También ayudó a fundar la carrera aérea transcontinental para todas las mujeres (All Woman Transcontinental Air Race, en inglés) y el capítulo de Long Beach de Ninety Nines.
En 2009, London recibió la Medalla de Oro del Congreso de Estados Unidos.
London falleció el 7 de julio de 2013 en Los Gatos, California.